# Casamance (rivier)

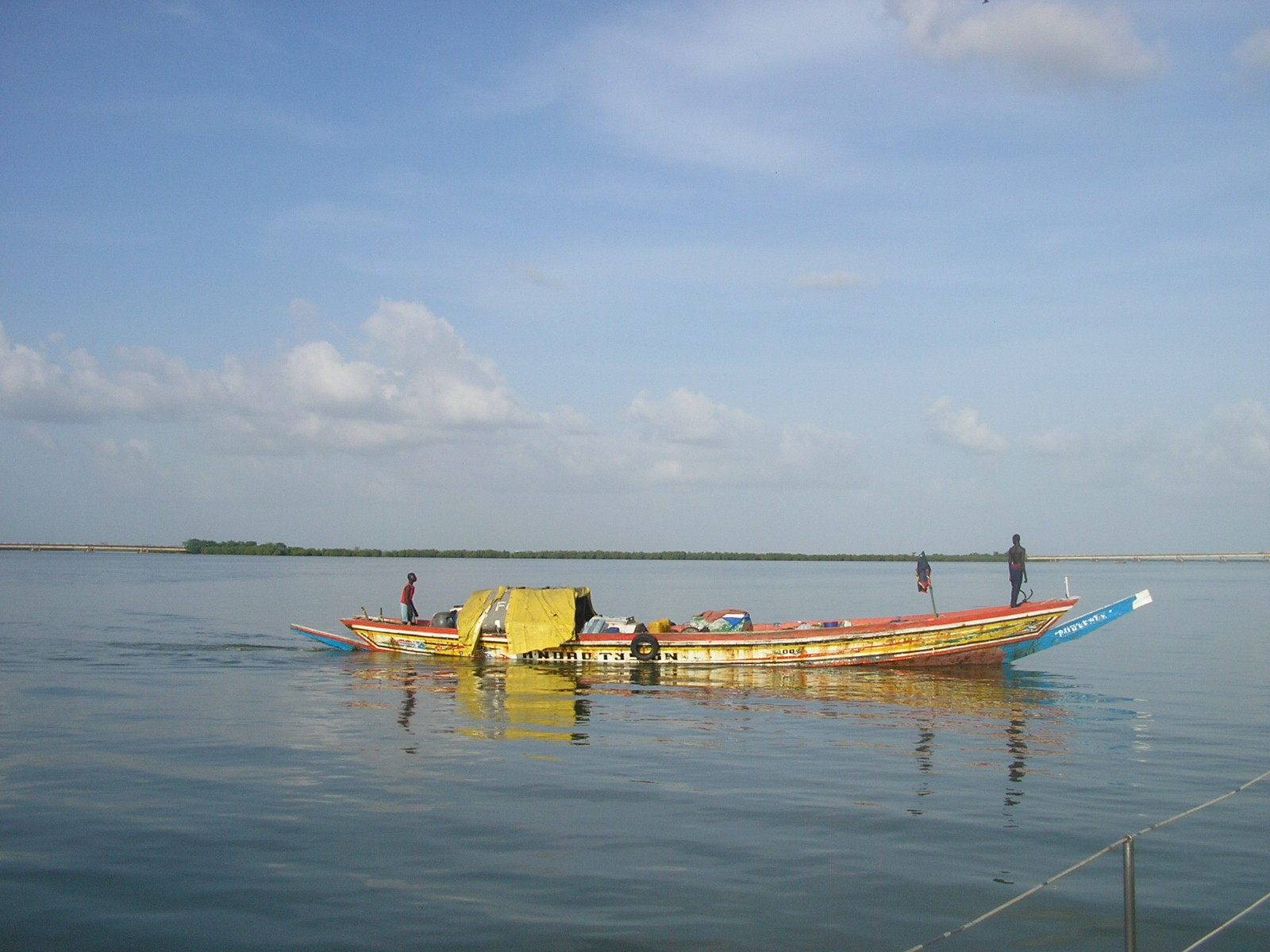
De Casamance

De Casamance is een rivier in de gelijknamige streek Casamance in het zuiden van Senegal.
- Bibliothèque nationale de France: cb11963222p (data)
- Virtual International Authority File: 237735238
- WorldCat: E39PBJd3PKrqTfVhqQGYKYQ6rq